# Мишерино
Мишерино (укр. Мишерине) — село на Украине, основано в 1810 году, находится в Попельнянском районе Житомирской области.
Код КОАТУУ — 1824783703. Население по переписи 2001 года составляет 16 человек. Почтовый индекс — 13511. Телефонный код — 4137. Занимает площадь 0,299 км².

## Адрес местного совета
13511, Житомирская область, Попельнянский р-н, с.Лысовка, ул.Харьковская, 1